# Helena Norberg-Hodge
Helena Norberg-Hodge   (Suècia, 1 de febrer de 1946) és una ecologista sueca fundadora de l'organització sense ànim de lucre Local Futures (abans coneguda com a International Society for Ecology and Culture) dedicada a la revitalització de la diversitat cultural i biològica i a l'enfortiment de les comunitats i economies locals.

## Trajectòria
Norberg-Hodge és autora del llibre Ancient futures (1991), sobre la tradició i les transformacions a la regió de l'Himàlaia de Ladakh. També és autora de Local is Our future (2019), en què defensa alternatives locals a l'economia global, que inclouen la creació de sistemes alimentaris locals sòlids i estructures democràtiques que puguin resistir eficaçment l'autoritarisme. Va cofundar amb Jerry Mander, Doug Tompkins, Vandana Shiva, Martin Khor i altres, el Fòrum Internacional sobre la Globalització el 1994.
Norberg-Hodge va produir i codirigir la pel·lícula documental The economics of happiness (2011), que exposa els seus arguments contra la globalització econòmica i a favor de la relocalització. El 1986 va ser guardonada amb el Right Livelihood Award per «preservar la cultura i els valors tradicionals de Ladakh contra l'embat del turisme i el desenvolupament». El 2012 va rebre el Goi Peace Award.